# Državljanska vojna v mandatni Palestini
Državljanska vojna v mandatni Palestini je bila prva faza vojne, ki je v letih 1947–49 potekala na ozemlju nekdanje britanske mandatne Palestine. Izbruhnila je po tem, ko je generalna skupščina Združenih narodov 29. novembra 1947 sprejela resolucijo, v kateri je predlagala načrt za razdelitev Palestine.
V vojni sta se spopadli judovska in arabska skupnost v Palestini (slednjo je podpirala vojska prostovoljcev iz arabskih držav), Britanci, ki so bili zadolženi za varovanje reda, pa so organizirali svoj umik in posredovali le občasno.
Ko se je 14. maja 1948 končal britanski mandat nad Palestino in je država Izrael razglasila ustanovitev, so okoliške arabske države – Egipt, Transjordanija, Irak in Sirija – vpadle na ozemlje dotedanje mandatne Palestine ter napadle izraelske sile. Konflikt se je tako stopnjeval in postal arabsko-izraelska vojna.

## Ozadje
Od Balfourove deklaracije leta 1917, s katero je Britanija napovedala podporo sionističnemu gibanju, in uvedbe britanske uprave leta 1920 je bila Palestina predmet konflikta med Judi, ki so se množično priseljevali iz Evrope, in Arabci; oboji so bili nezadovoljni tudi nad britansko politiko. Arabsko nasprotovanje je doseglo vrhunec z vstajo v letih 1936–39, judovsko pa se je stopnjevalo v nemire 1944–1947.
29. novembra 1947 je generalna skupščina Združenih narodov s 33 glasovi proti 13 izglasovala načrt razdelitve Palestine, ki je predvideval razdelitev na tri entitete: judovsko državo, arabsko državo in corpus separatum pod mednarodnim nadzorom, ki bi vključeval Jeruzalem z okolico. Načrt so sprejeli voditelji judovske skupnosti v Palestini (z izjemo Irguna), zavrnili pa skoraj vsi voditelji arabske skupnosti, vključno z Arabskim višjim odborom, ki so ga v tem podprle države Arabske lige.

## Potek
Arabci v Palestini so množično protestirali proti razdelitvi, 1. decembra pa je Arabski višji odbor razglasil splošno stavko, ki je trajala tri dni. Deželo je zajela spirala nasilja – umorov, maščevanj in povratnih maščevanj z obeh strani. V obdobju od decembra 1947 do januarja 1948 je bilo zabeleženih skoraj tisoč mrtvih in dva tisoč ranjenih, kar pomeni povprečno več kot sto mrtvih in dvesto ranjenih vsak teden, pri skupnem številu dveh milijonov prebivalcev.
Ob ravnodušnem odnosu britanske oblasti je januarja v Palestino vstopilo več polkov Arabske osvobodilne vojske, iz Egipta pa je Abd al-Kadir al-Huseini povedel Vojsko svete vojne. Arabske sile so organizirale blokado Judov v Jeruzalemu, ki je bila do marca uspešna in učinkovita. Izolirane so bile tudi judovske naselbine v severni Galileji in Negevu.
Medtem ko je judovsko prebivalstvo imelo strogo navodilo, naj za vsako ceno vztraja na vseh območjih, je arabsko prebivalstvo bolj prizadevala negotovost zaradi razmer v državi. V prvih mesecih je približno 100 000 Palestincev, večinoma višjih družbenih slojev, zapustilo domove in se zateklo na varno v tujino ali v vzhodnejša arabska središča.
Dogajanje je privedlo ZDA do umika podpore načrtu razdelitve (namesto njega so predlagali skrbništvo ZN nad Palestino), kar je arabski ligi vlilo občutek, da imajo Palestinci, okrepljeni z Arabsko osvobodilno vojsko, moč preprečiti razdelitev. Britanci so medtem februarja 1948 sprejeli odločitev, da podprejo aneksijo arabskega dela Palestine s strani Transjordanije.
David Ben-Gurion je Hagano preoblikoval iz paravojaške organizacije v pravo vojsko in uvedel obvezno služenje vojaškega roka za moška in ženske. Po zaslugi sredstev, ki jih je Golda Meir zbrala v ZDA, in podpori, ki jo je sionističnemu gibanju izrazil Stalin, so judovski predstavniki uspeli podpisati pomembne pogodbe za orožje v vzhodnih državah. Drugi agenti so pridobili opremo iz zalog iz druge svetovne vojne. Prvo orožje in oprema je prispelo že konec marca. Ben-Gurion je Jigaelu Jadinu poveril pripravo vojaškega načrta za obrambo Jišuva pred napovedano intervencijo arabskih držav. Ta načrt, imenovan načrt Dalet, so začeli izvajati že v začetku aprila.
Aprila je Hagana prešla v ofenzivo. Cilj prve operacije je bil odprava blokade Jeruzalema, ki je bila dosežena do 20. aprila. 8. aprila je bil v boju ubit palestinski voditelj Abd al-Kadir al-Huseini, 9. pa so pripadniki paravojaških skupin Irgun in Lehi izvedli pokol palestinskih vaščanov v Deir Jasinu; oboje je močno demoraliziralo palestinsko prebivalstvo.
Medtem ko so Britanci večinoma zaključili umik, so izraelske sile osvajale mesta in ozemlja, namenjena bodoči judovski državi, kot tudi tista, ki jih je načrt delitve Palestine dodelil corpusu separatumu in bodoči arabski državi. Situacija je k posredovanju spodbujala voditelje sosednjih arabskih držav, vendar ti niso bili ustrezno pripravljeni in niso uspeli zbrati sil, ki bi lahko preobrnile položaj. Palestinci so večino upov zdaj polagali v Arabsko legijo kralja Abdulaha iz Transjordanije, vendar je ta stremel k priključitvi čim več ozemlja nekdanje mandatne Palestine in igral na obeh straneh, saj je ohranjal stike tudi z judovskimi oblastmi.
Med ofenzivo je bila približno polovica arabskega prebivalstva, okoli 750 000 ljudi, izgnana s svojih domov ali z nasiljem prisiljena v beg.
14. maja 1948 okoli 16. ure je Ben-Gurion v Muzeju lepih umetnosti v Tel Avivu razglasil neodvisnost države Izrael, arabsko-izraelska vojna pa je postala pravi meddržavni konflikt z vstopom arabskih držav v vojno.